# Барон, Фаня Анисимовна
Ба́рон (Грефенсон), Фа́ня Ани́симовна (1887 — 29 сентября 1921) — анархистка, участница анархо-синдикалистского движения с 1912 года.

## Биография
Родилась в 1887 году в Вильне в еврейской семье. После окончания учёбы работала конторщицей, присоединилась к анархистам. В 1913 году уехала в Францию из-за угрозы ареста за революционную деятельность.
По приезде во Францию Фаня поселилась в Париже, где принимала активное участие в анархистском движении, затем уехала в США, куда из сибирской ссылки бежал её муж Арон Барон. В Чикаго Фанна вместе с мужем работала в газете «Alarm» вместе с Люси Парсонс. Фаня была активисткой американской организации «Индустриальные рабочие мира» (1912—1917). В 1915 году принимала участие в протестах безработных рабочих.
После Февральской революции в июне 1917 году Фаня отправилась на Украину, где работала в анархистских группах. В конце 1918 года вошла в Конфедерацию Анархистов Украины «Набат», после этого работала в Киеве, Харькове и других украинских городах.
7 июня 1920 года была арестована в Харькове в книжном магазине «Вольное Братство» по подозрению в связях с махновцами, 14 июня её освободили. 
Второй раз Фаню арестовали 25 ноября 1920 года во время разгрома большевиками Конфедерации Анархистов Украины в Харькове. В январе 1921 года Фаню перевели в Бутырскую тюрьму в Москве, в апреле перевели в Ярославскую тюрьму, затем перевели в Орловскую тюрьму. 10 июля 1921 года она бежала из Рязанской тюрьмы с группой анархистов, после чего участвовала в подпольной анархической деятельности в Москве. 
Была арестована ВЧК в третий раз 17 августа 1921 года, расстреляна во внутренней тюрьме ВЧК 29 сентября 1921 года.